# Битва на Марні (1914)
Битва на Марні або Перша марнська битва — велика битва між німецькими та англо-французькими військами, що відбулася 5 — 12 вересня 1914 р. на річці Марна в ході Першої світової війни, що закінчилася поразкою німецької армії. В результаті битви був зірваний стратегічний план наступу німецької армії, орієнтований на швидку перемогу на Західному фронті.

## Перед боєм
Здобувши перемогу у Прикордонній битві, німецька армія, змітаючи оборону супротивника біля Ле-Като, Неля і Пруйяра, Сен-Кантена і Гіза, стрімко йшла вперед, маючи намір обійти Париж із заходу і взяти французьку армію у величезний «котел».
Але для завершення операції з обходу Парижа і оточення французької армії у німців просто не вистачило сил. Війська, пройшовши з боями сотні кілометрів, втомилися, комунікації розтягнулися, нічим було прикривати фланги і підсумку виникли проломи, а резервів не було, маневрувати доводилося одними і тими ж частинами, ганяючи їх туди-сюди, тому німецьке командування погодилося з пропозицією командувача 1-ї армії генерала-полковника фон Клюка, чия армія здійснювала обхідний маневр, а саме скоротити фронт наступу і не здійснювати глибоке оточення французької армії в обхід Парижа, а повернути на північний схід французької столиці і вдарити у тил основних сил французької армії.
Проте, повертаючи на північний схід від Парижа, німці підставляли свій правий фланг і тил під удар французьких угруповань (6-ї армії з доданими частинами) які очолював генерал Галлієні, що зосереджувалися для оборони Парижа.
Прикрити правий фланг і тил було нічим: 2 корпуси і кавалерійська дивізія спочатку призначалися для посилення наступаючого угруповання, але вони були відправлені у Східну Пруссію на допомогу 8-й німецькій армії. Тим не менш, німецьке командування пішло на фатальний для себе маневр: повернуло війська на схід, не доходячи до Парижа, сподіваючись на пасивність супротивника. Але французьке командування все ж таки скористалося наданою можливістю і вирішило вдарити у неприкритий фланг і тил 1-ї німецької армії фон Клюка.

## Хід битви на Марні

### Початок бою
1 вересня 1-ша армія фон Клюка, не дійшовши до Парижа лише 40 кілометрів, повернула на схід, переслідуючи англійські частини, які 4 вересня вийшли до річки Марна та переправилися через неї, навіть не підірвавши за собою мости, і продовжили відступ на південний схід. У цей же час, північніше річки Марни, ідучи від удару 2-ї німецької армії, з півночі вийшла 5-та французька армія (командувач Луї Франше д'Еспере). Війська Фон Клюка, перейшовши цілісінькими мостами Марну, рушили навздогін за англійцями, вклинюючись, таким чином, між 6-ю і 5-ю арміями французів і виходячи у тил усьому французькому фронту.
3 вересня командувач оборони Парижа отримав дані авіарозвідки про те, що 1-ша армія німців рухається на схід, підставивши до Парижу свій фланг і тил. Він насилу переконав головнокомандувача французькими арміями Жоффра, який збирався вже віддати наказ про відступ всіх армій за річку Сена, негайно перейти у контрнаступ силами 6-ї армії (командувач Мішель Монурі). Зі штабу Жоффра полетіли накази у французькі армії і англійським військам (командувач Джон Френч) підтримати контрудар. Однак Френч відмовився підтримувати французів і наказав своїм військам відступати далі, і лише після особистої й грубої розмови з Жоффра Дж. Френч погодився взяти участь в контрнаступі.
4 вересня генерал Жоффра видав директиву про наступ, відповідно до якої головний удар наносився лівим флангом армій союзників (5-та, 6-та французькі армії та англійські експедиційні сили) по правому флангу німецького фронту (1-й армія Фон Клюка і 2-й армія Фон Бюлова), допоміжний удар — західніше Вердена, силами 3-ї французької армії. 9-та, щойно сформована, і 4-та французькі армії отримали завдання відтісняти німців у центрі.
На смузі Верден — Париж сили сторін налічували: 1 082 000 осіб, 2 816 легких і 184 важких гармат у союзників проти 900 000 осіб, 2928 легких і 436 важких гармат у німців. У напрямку головного удару англо-французькі війська майже вдвічі переважали німців у живій силі.

### Контрнаступ союзників
5 вересня 6-та французька армія завдала удар у фланг і тил 1-ї німецької армії. Фон Клюк, рятуючи положення, зупинив наступ на схід, зняв 2 корпуси з позицій на Марні проти 5-ї армії і англійців і перекинув їх назад, до Парижа, проти 6-ї армії Монурі.
6 вересня на всьому фронті розгорівся бій. Особливо сильні бої розгорнулися на притоці Марни (річці Урк) — там зіткнулися частини 6-ї французької та два корпуси 1-ї німецької армії; біля Монмірая, де 5-та французька армія і англійські частини вдарили у стик між 1-ю і 2-ю німецькими арміями; біля Фер-Шампенуазе і Сен-Гондських боліт — тут запекло билися частини 2-ї і 3-ї німецьких армій з 9-ю французькою.
7 вересня настав критичний момент битви. На підтримку двом корпусам 1-ї армії, які билися проти 6-ї армії, фон Клюк з Марни перекинув ще дві дивізії, і французи були фактично розбиті. Монурі терміново вимагав підкріплення. У Париж цього дня прибула Марокканська дивізія, і щоб вона встигла на передову, Галлієні знайшов нестандартне рішення. Одну бригаду відправив залізницею, а другу повезли на паризьких таксі. 600 машин зробили по 2 рейси, і підкріплення прибуло вчасно. Його з ходу кинули у бій, і натиск супротивника вдалося здолати.

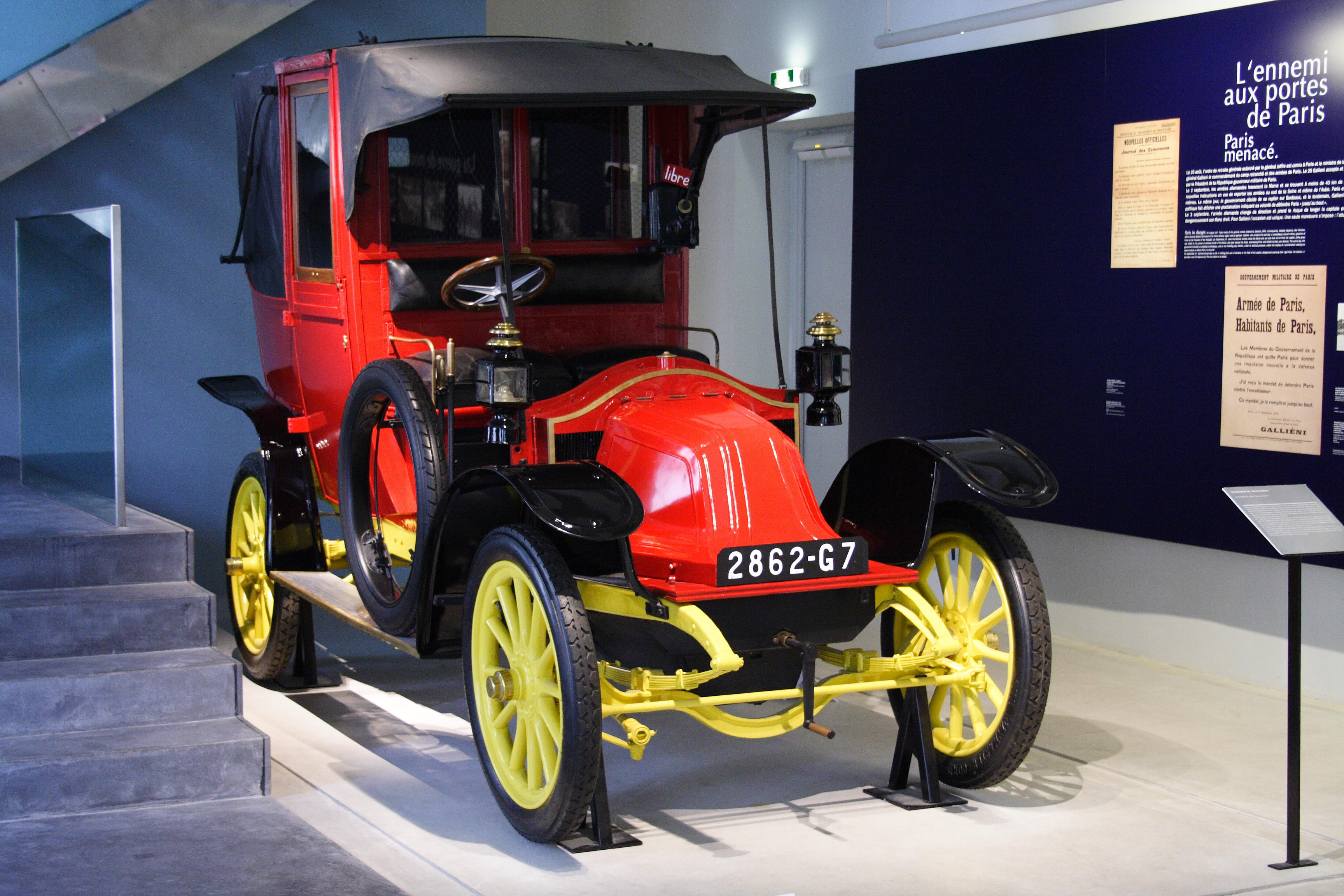
Паризьке таксі, на яких доставлялися солдати Марокканської дивізії

Не маючи резервів для розвитку наступу, фон Клюк змушений був 8 вересня перекинути з Марни проти 6-ї армії Монурі ще два корпуси, 3-й та 9-й. Тим самим, фон Клюк оголив фронт на Марні і між суміжними флангами 1-ї і 2-ї (командувач Бюлов) німецьких армій утворилася прогалина приблизно 35 — 40 км. Щільно прикрити її Бюлов не зміг, оскільки був зайнятий боями біля Сен-Гондських боліт, а резервів у нього теж не було.
Нечисленні частини, спрямовані Бюловим, щоб прикрити стик з 1-ю армією, були відкинуті 5-ю французькою армією, і в розрив увійшли англійці. У принципі, створилася сприятлива обстановка для серйозного розгрому супротивника. Перед трьома британськими корпусами була лише завіса з декількох кіннотних дивізій, англійці цілком могли вдарити у тил Клюка або у фланг Бюлову. Але просувалися вони дуже повільно, озираючись на сусідів, зупинялися навіть при найнезначнішому супротиві. Однак їх просування у прогалину між арміями створювало серйозну загрозу цілісності німецького фронту.

### Відступ німецької армії
9 вересня фон Клюк спрямував на війська Монурі підготовлений нищівний удар, маючи намір зім'яти лівий фланг всього французького фронту, і мав у цьому успіх. Але водночас Бюлов дізнався, що крізь пролом в обороні німців британська і 5-та французька армії виходять йому в тил, відрізаючи його від 1-ї армії, і щоб уникнути оточення, він наказав відступати. Його сусідам, фон Клюку (1-ша армія) і Гаузену (3-тя армія), також нічого не залишалося робити, як почати відступ. Німецькі армії стали відступати на північ. Вони при цьому зазнали великих втрат, відступ викликав психологічний злам. Німці настільки втомилися, що були випадки, коли німців брали в полон сплячими. Виснажені перевантаженнями, вони спали так міцно, що французи, знаходячи їх, не могли розбудити.
Але і перемога французької армії теж дісталася дорогою ціною: вона втратила 250 тисяч осіб вбитими, пораненими і полоненими і опинилася в такому стані, що не могла організувати переслідування супротивника.

### Завершення битви
Використати сприятливі можливості, які виникли після перемоги на Марні, союзники не змогли. Розрив між 1-ю і 2-ю німецькими арміями німцям не вдавалося закрити ще тиждень, що при енергійному переслідуванні загрожувало їм би катастрофою.
Однак французи і англійці просувалися дуже мляво і вклинитися в бойові порядки супротивника так і не зуміли. Німці відірвалися від них і відійшли на 60 кілометрів північніше, 12 вересня, зайнявши оборону на річках Ена і Вель. Французькі та британські війська вийшли на цей рубіж 13 вересня. Почалися бої на річці Ена.

## Карти битви

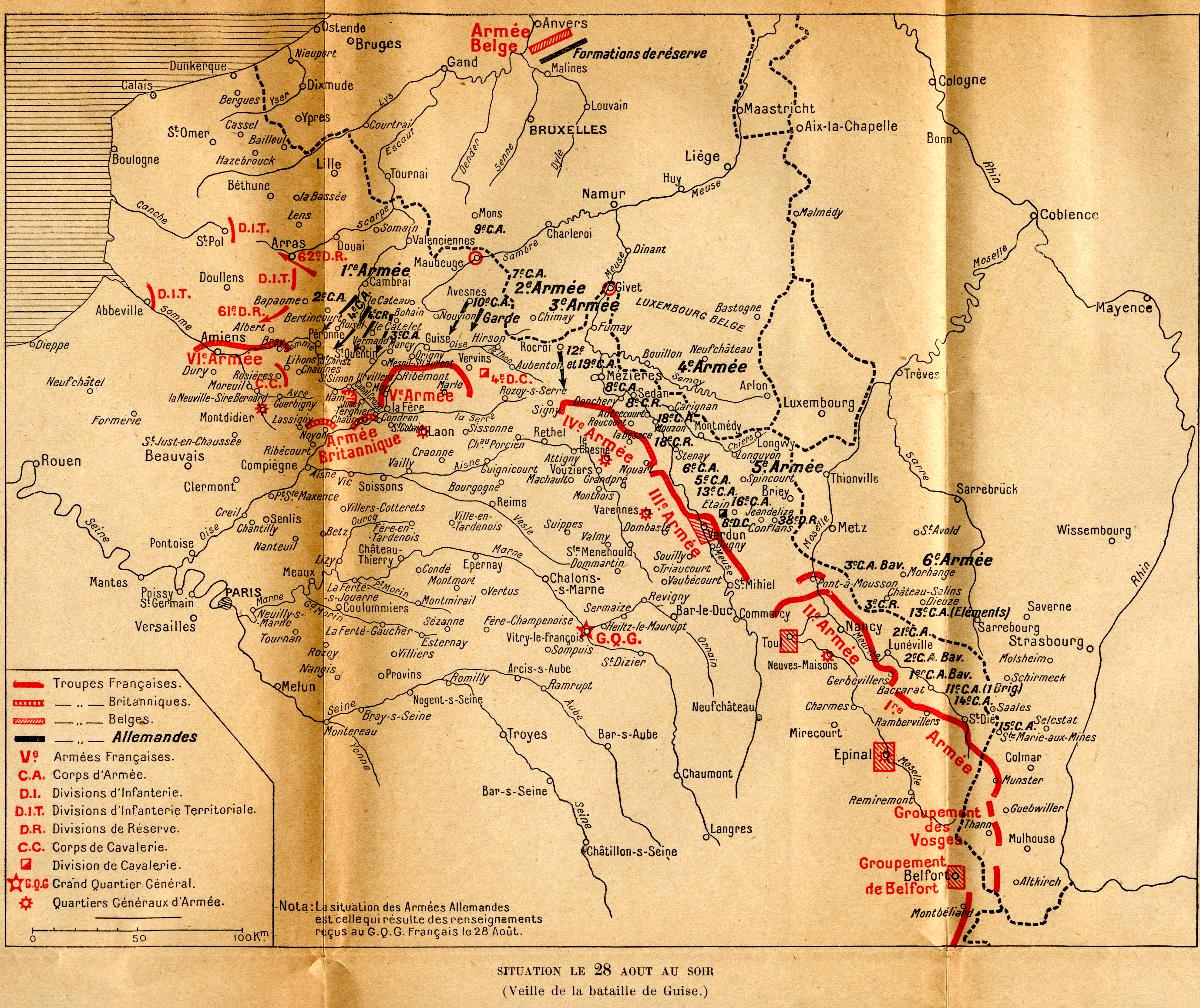
Розташування військ перед початком битви (28.09.1914)
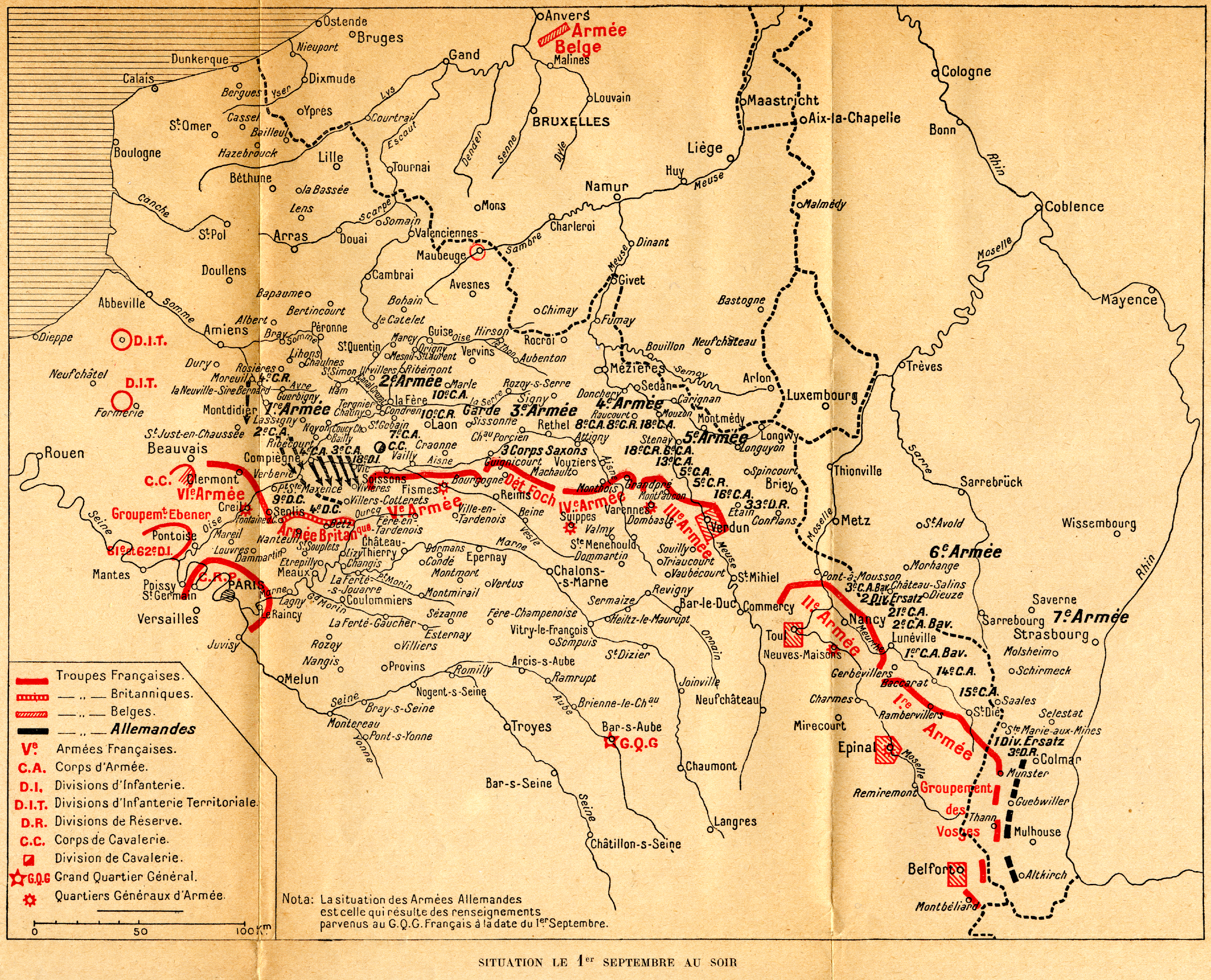
ситуація на фронті 1 вересня
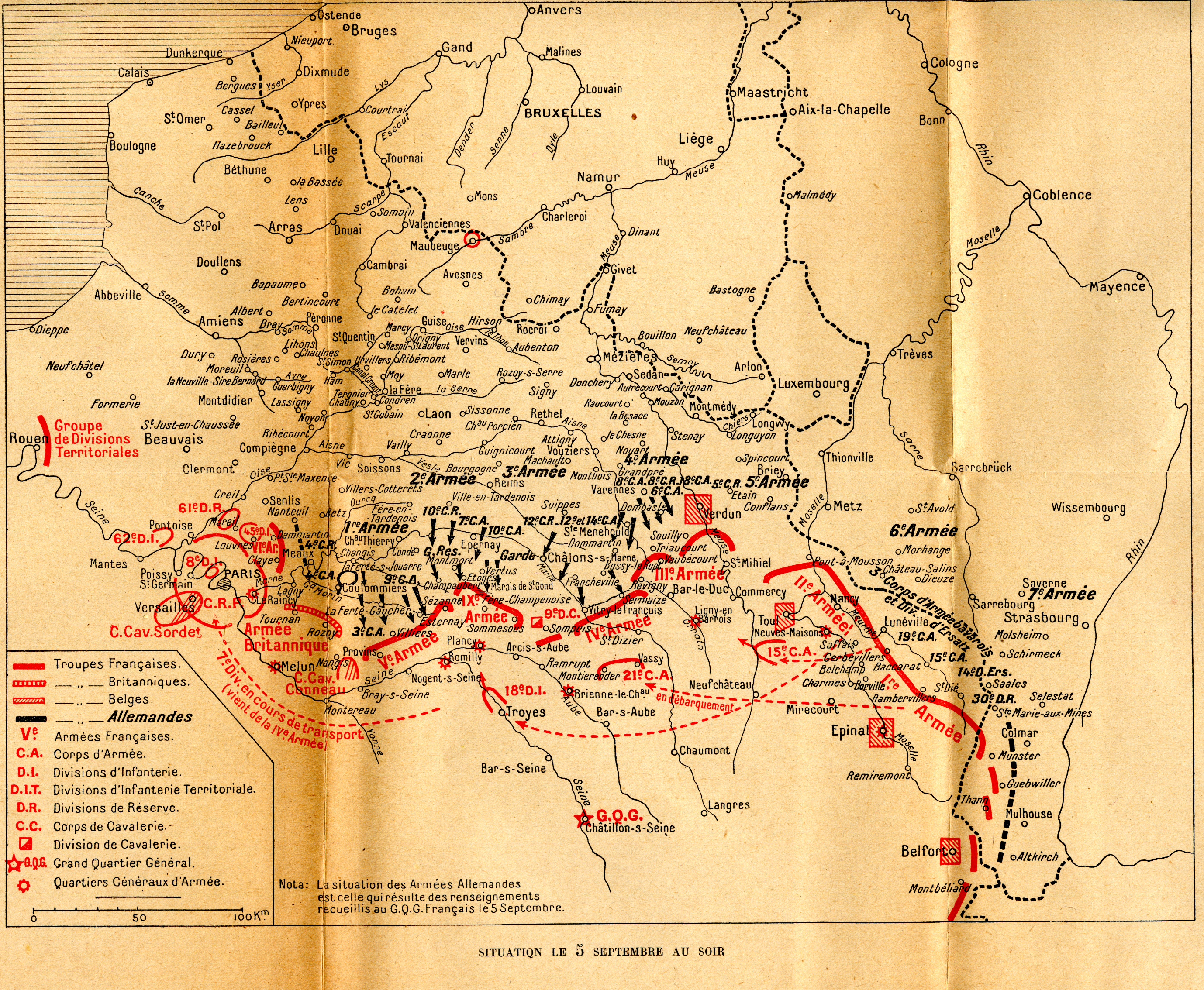
5 вересня
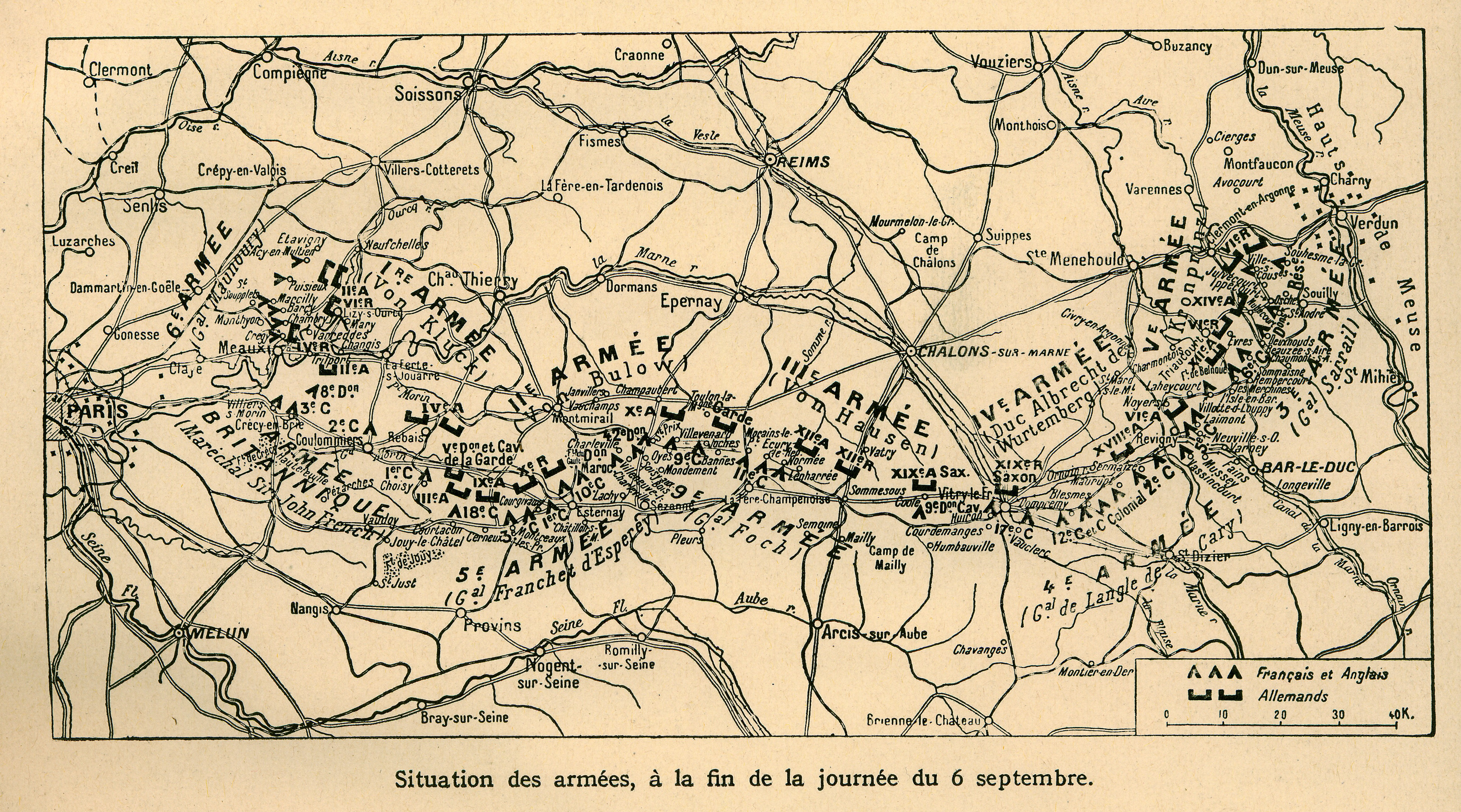
6 вересня
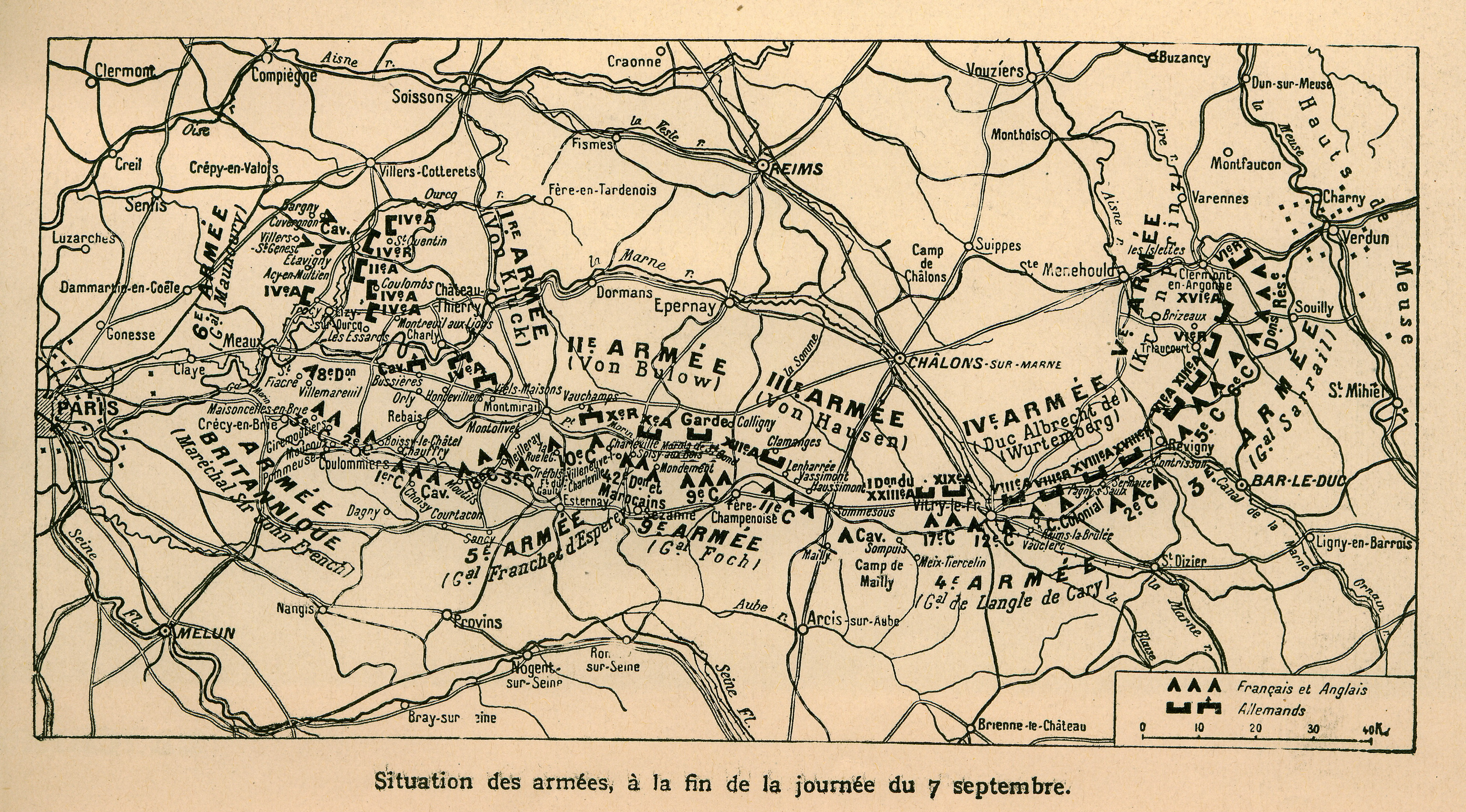
7 вересня
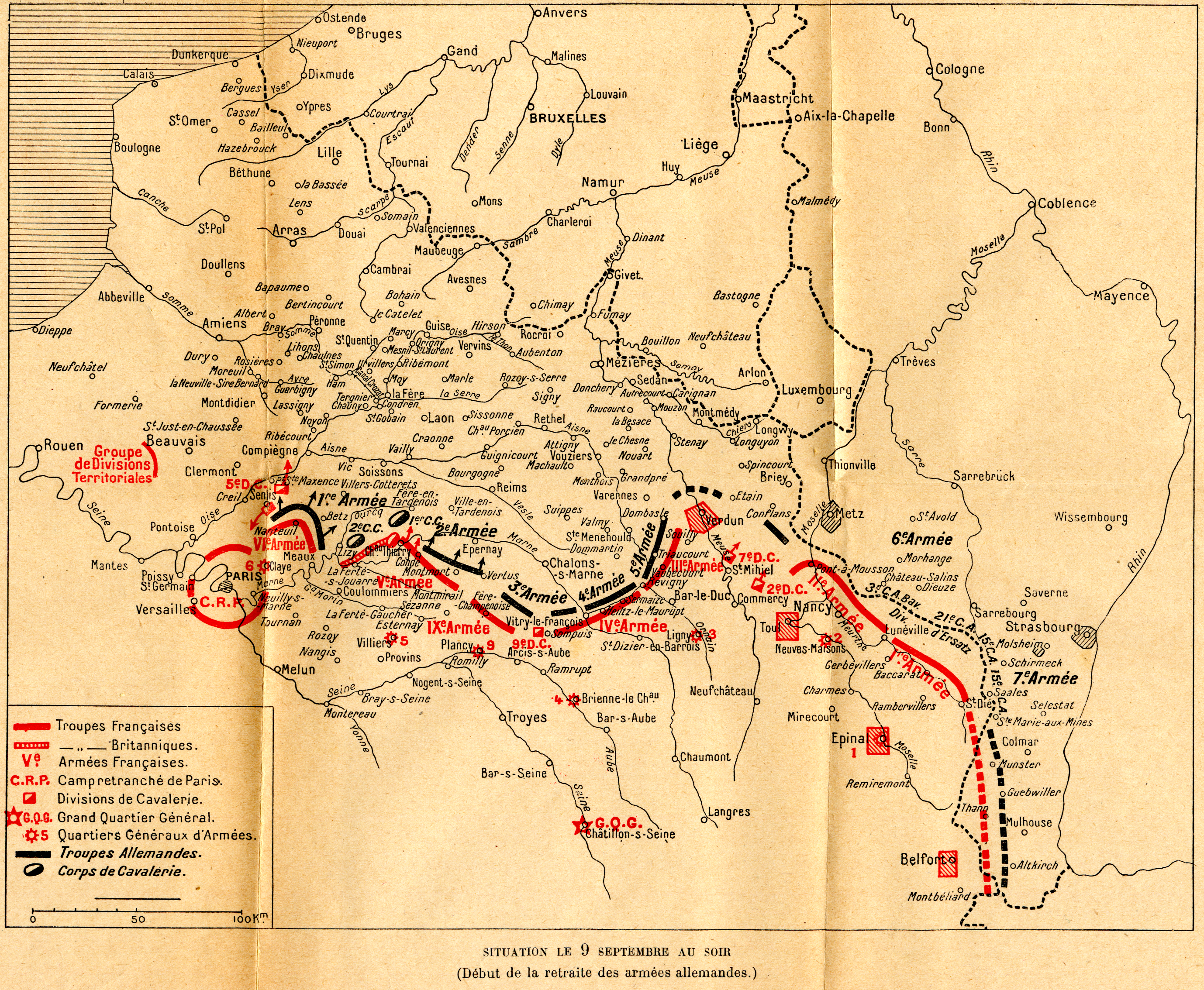
9 вересня

## Галерея

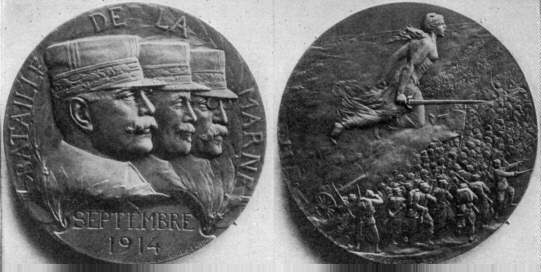
Французька пам'ятна відзнака за битву на Марні
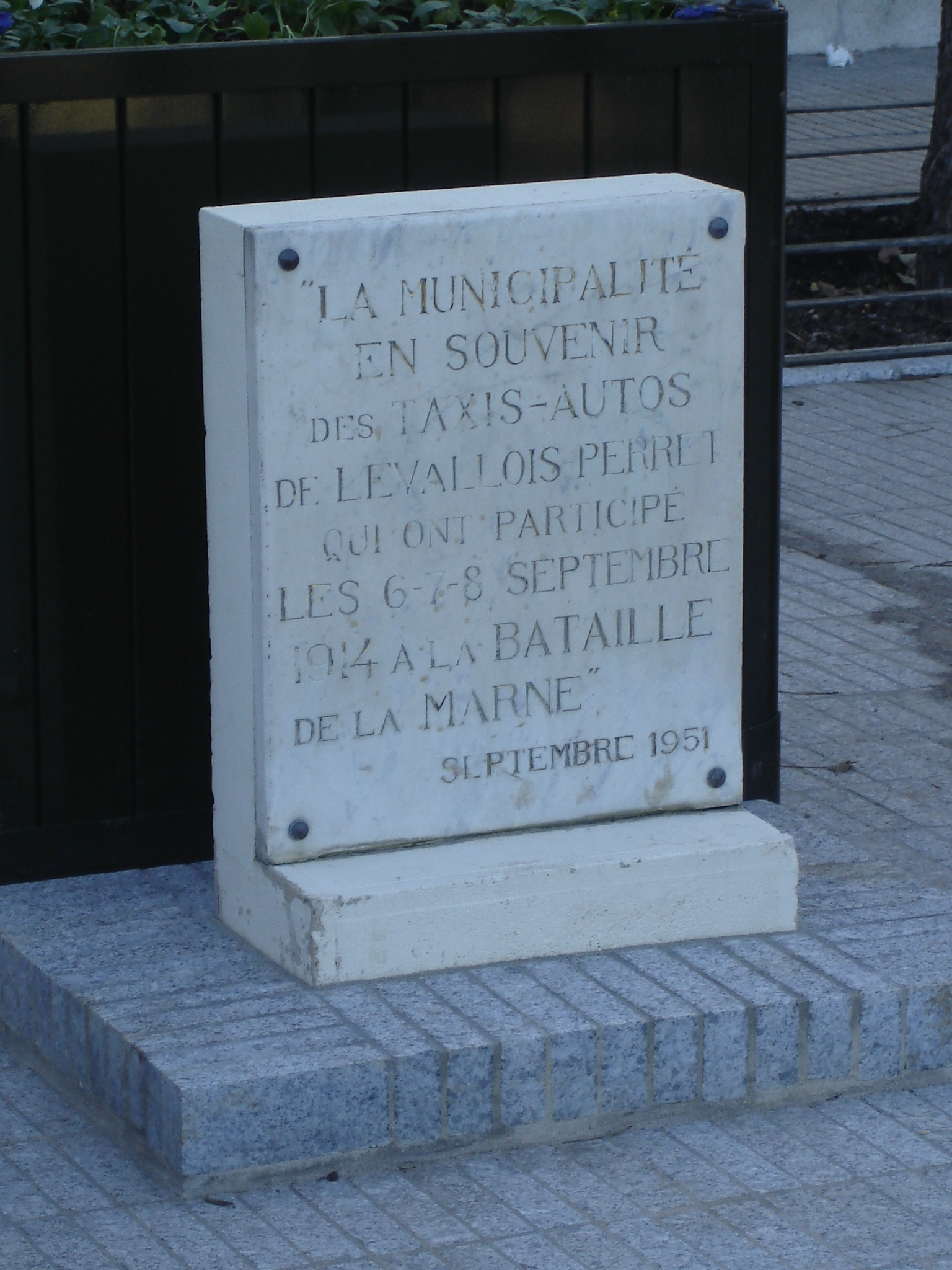
Пам'ятний знак присвячений славнозвісним французьким таксі